# Poneropsis stygia
Poneropsis stygia är en myrart som beskrevs av Oswald Heer 1867. Poneropsis stygia ingår i släktet Poneropsis och familjen myror. Inga underarter finns listade i Catalogue of Life.